# シンデレラ・リバティ (鈴木聖美 with Rats&Starの曲)
『シンデレラ・リバティ』は、1987年4月1日に発売された鈴木聖美 with Rats&Star1枚目のシングルで鈴木聖美のデビューシングル。

## 解説
1985年以降新作をリリースせず、メンバー個々の活動が多かったラッツ&スターが、メンバー鈴木雅之の姉である鈴木聖美のデビューをサポートした作品。
1枚目のアルバム『WOMAN』（同年5月2日発売）の先行シングルで、作詞が三浦百恵、作曲がアン・ルイスであることも話題になった。
ラッツ&スターのメンバーである田代まさしが主演した日本テレビ系ドラマ『H' FOR MEN H'END 24』の主題歌に使用された。

## 収録曲
| 全編曲: 村松邦男・鈴木雅之。 |                          |            |           |      |
| #                            | タイトル                 | 作詞       | 作曲      | 時間 |
| 1.                           | 「シンデレラ・リバティ」 | 三浦百恵   | Annie     | 4:09 |
| 2.                           | 「Darlin'」              | 岡田ふみ子 | 鈴木雅之  | 4:22 |
| 合計時間:                    | 合計時間:                | 合計時間:  | 合計時間: | 8:31 |